# Bombus pascuorum
Bombus pascuorum és una espècie d'himenòpter apòcrit de la família dels àpids present a la major part d'Europa incloent els Països Catalans. Es troba en una gran varietat d'hàbitats incloent els boscos, els prats, els jardins i les zones urbanes.

## Característiques
Aquests borinots arriben a fer una llargada del cos de 15- 18 mm (les reines), 9 - 15 mm (les obreres) i 12-14 mm (el mascle). El tòrax és groguenc o marró-vermellós i l'abdomen té bandes del pèls groguencs. Tanmateix és una espècie amb gran variabilitat pel que fa al seu color.

## Història natural
Les reines apareixen aproximadament entre principis d'abril i mitjan maig. Fan els nius en forats a terra o en altres llocs com la molsa o fusta en descomposició. Només les reines de la darrera posta hivernen. Són insectes polilèctics, és a dir, s'alimenten d'una gran diversitat de flors incloent les ortigues, les veces i els trèvols.

## Galeria

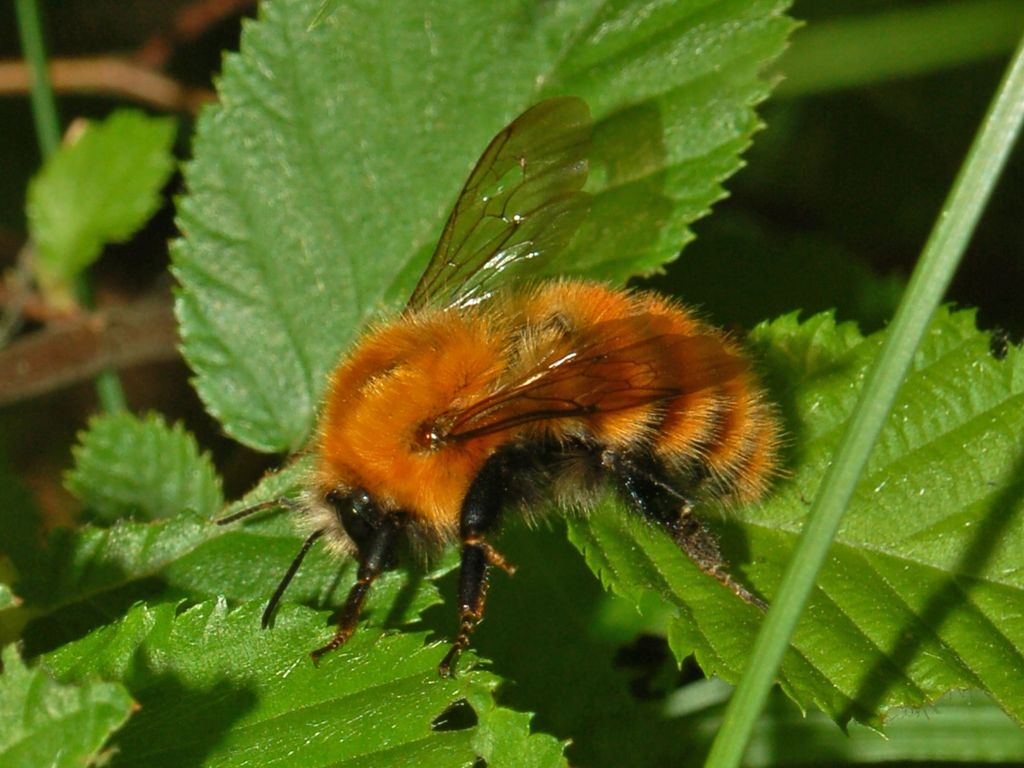
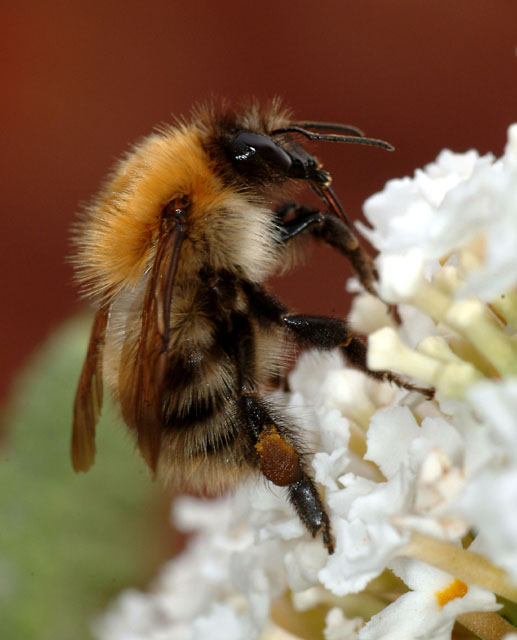
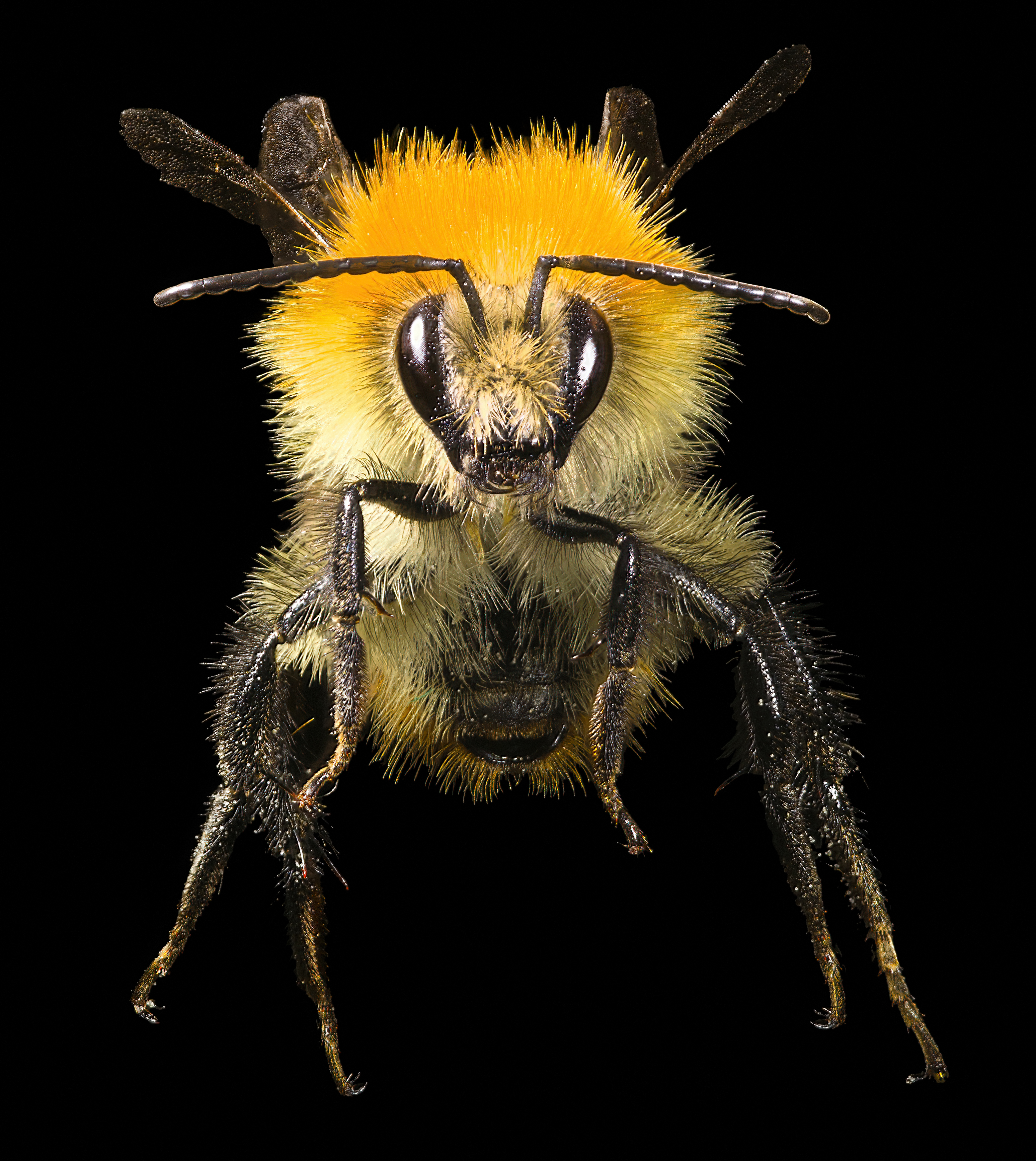
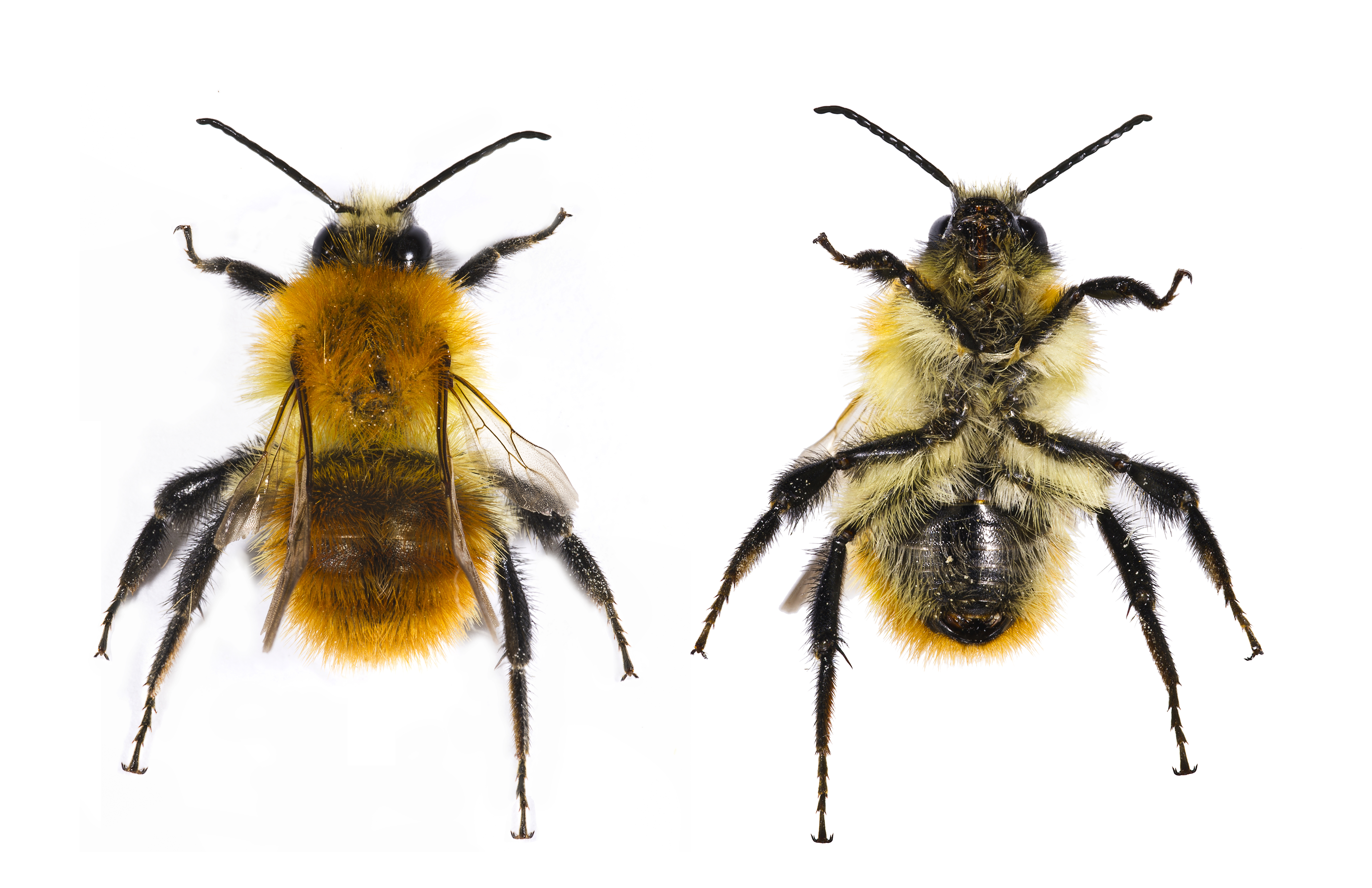